# Lac de Coume Escure
Le lac de Coume Escure est un  lac pyrénéen français situé administrativement dans la commune de Barèges dans le département français des Hautes-Pyrénées, dans le Lavedan en Occitanie.
Le lac a une superficie de 2,6 ha pour une altitude de 2 132 m il atteint une profondeur de 17 m.

## Toponymie
Coume signifie « combe », escure signifie « sombre, obscure », donc le lac de la combe sombre.

## Géographie
Le lac de Coume Escure se trouve dans le massif du Néouvielle entre les crêtes de la Mourèle à l’est dont le pic d'Astazou (2 622 m) et  le pic Dera Coye d'Estagn (2 563 m) à l’ouest.
Il est au nord-ouest du lac de la Mourèle (2 295 m) et au sud du lac de la Glère (2 103 m).

### Topographie
| Pène Dera Mayrits                | Lac de la Glère      | Lac d'Astazou                              |
|                                  | lac de Coume Escure  | Lac de la Mounicot Pic d'Astazou (2 622 m) |
| Pic Dera Coye d'Estagn (2 563 m) | Lac de l'Oueil Nègre | Lac de la Mourèle                          |

### Hydrographie
Le lac est alimenté par les eaux du glacier de Maniportet et des lacs de Maniportet (Glacé et Bleu).

### Géologie
Le lac de Coume Escure est un lac glaciaire de montagne, dont la formation se passe en trois étapes majeures :
1) À l'Éocène vers −40 Ma se forme la chaîne des Pyrénées à la suite de la remontée vers le nord de la plaque africaine qui entraîne avec elle la plaque ibérique. Cette dernière glisse alors sous la plaque eurasiatique située plus au nord, ce qui entraîne le plissement, le relèvement et le charriage des couches géologiques de la croûte terrestre.
2) À partir du Pliocène puis surtout du Pléistocène, de −5 Ma à −10 000 ans, un refroidissement général du climat entraîne la formation de glaciers et d'une érosion glaciaire (vallées, cirques, moraines, ombilics, etc) dans toute la chaîne des Pyrénées.
3) Depuis l'Holocène, à partir de −10 000 ans, un redoux climatique entraîne la disparition des glaciers et la formation dans leur sillage de nombreux lacs glaciaires qui sont de deux sortes :
- le lac de verrou qui se forme dans un ombilic glaciaire formant un creux naturel et terminé par un verrou glaciaire rocheux.
- le lac de moraine qui se forme derrière une moraine agissant comme un barrage naturel.

## Protection environnementale
Le lac fait partie d'une zone naturelle protégée, classée ZNIEFF de type 1 : Massif en rive gauche du Bastan et de type 2 : Vallées de Barèges et de Luz.

## Voies d'accès
Le lac de Coume Escure est accessible par le côté nord au départ de Barèges par le sentier de grande randonnée au pied du funiculaire du pic de l'Ayré en direction du lac de la Glère et de son refuge.